# مارك نيكولاس
مارك نيكولاس (29 سبتمبر 1957 بوستمنستر في المملكة المتحدة - ) (بالإنجليزية: Mark Nicholas)‏ هو لاعب كريكت بريطاني. لعب مع نادي مقاطعة هامبشاير للكريكت ‏.

## وصلات خارجية
- مارك نيكولاس على موقع IMDb (الإنجليزية)